# Adansonia grandidieri
Adansonia grandidieri ist eine Pflanzenart der Gattung Affenbrotbäume (Adansonia) in der Familie der Malvengewächse (Malvaceae). Sie ähnelt Adansonia digitata, hat aber aufrechte Blüten. Die in Madagaskar heimische Art wird dort intensiv genutzt.

## Beschreibung

### Vegetative Merkmale

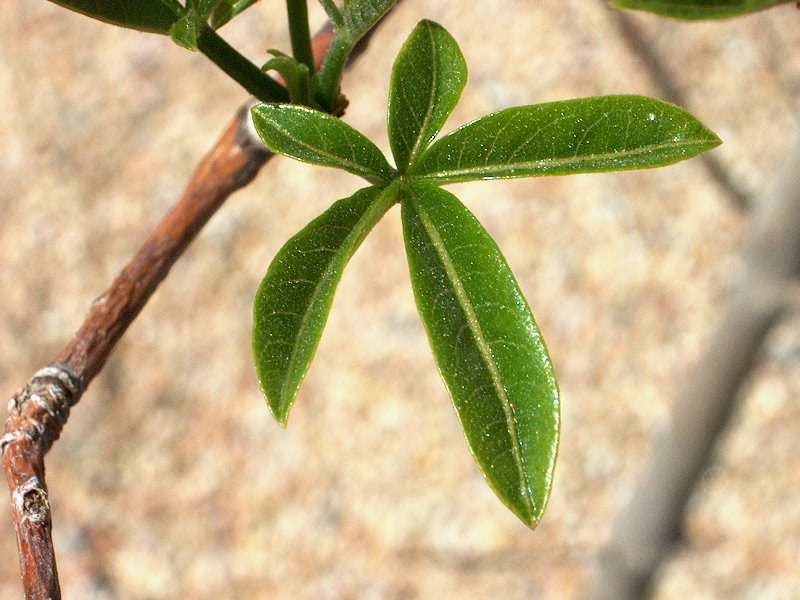
Blatt

Adansonia grandidieri sind massige bis zu 25 Meter hohe Laubbäume mit violetter glatter Rinde. Ausgewachsene Blätter sind handförmig geteilt mit 5 bis 7 Teilblättern und sitzen an bis 10 Zentimeter langen Blattstielen. Die filzige, anfangs bläulich-grüne Blattspreite ist lanzettlich, 3 bis 9 Zentimeter lang und 1,4 bis 2 Zentimeter breit. Der Blattrand ist gezähnt.

### Blütenstände und Blüten
Die einzelnen Blüten sind aufrecht. Ihre Kelchblätter sind 4,5 Zentimeter lang und breit. Die bandförmige Blütenkrone ist weiß und 4,5 Zentimeter lang und 1,5 Zentimeter breit. Die zahlreichen Staubblätter sind zu einer 1 Zentimeter langen Röhre mit 4,5 bis 5 Zentimeter langen Spitzen verwachsen.
Die Blütezeit reicht von Mai bis August. Die Blüten werden vom Westlichen Gabelstreifenmaki (Phaner pallescens), einer Lemurenart, bestäubt.

### Früchte und Samen
Die im November/Dezember reifenden Früchte sind länglich und enthalten nierenförmige Samen.
Die Samen besitzen einen Ölgehalt zwischen 36 und 39 Prozent. Die Fettsäuren setzen sich aus 38 Prozent Palmitinsäure, 4 Prozent Stearinsäure, 23 Prozent Ölsäure und 16 Prozent Linolsäure zusammen. Dazu kommen noch weitere seltene Fettsäuren.

## Systematik, Chromosomenzahl und Verbreitung
Adansonia grandidieri ist endemisch in trockenen Laubwäldern im südwestlichen Madagaskar, zwischen Lac Ihortry (bei Morombe) und Bereboka (etwa 50 Kilometer nördlich von Morondava) verbreitet. Sie wächst meist in der Nähe von jahreszeitlichen Flüssen, Seen und Wasserlöchern.
Die Erstbeschreibung wurde 1893 von Henri Ernest Baillon vorgenommen. Die Art wurde zu Ehren von Alfred Grandidier benannt.
Die Chromosomenzahl ist {\displaystyle 2n=88}.

## Verwendung
Die Früchte und Samen werden gegessen. Aus den Samen wird ein Öl zum Kochen gewonnen. Die Früchte werden gelegentlich auch an Tiere verfüttert, die den Samen unverdaut wieder ausscheiden. Aus der faserigen Rinde werden Seile hergestellt. Sonnengetrocknetes Holz wird zum Decken von Dächern verwendet.

## Gefährdung
Adansonia grandidieri wird in der Roten Liste gefährdeter Arten der IUCN als „Endangered (EN)“ eingestuft.

## Nachweise